# Locomotiva DB V 200.0
La locomotiva V 200.0 della Deutsche Bundesbahn era una locomotiva diesel a trasmissione idraulica. Fu riclassificata nel 1968 nella serie 220 e rimase in servizio fino al 1984. Successivamente molti esemplari sono stati venduti ad altre compagnie ferroviarie, tedesche ed estere.

## Storia
La locomotiva V 200.0 fu progettata per il traino di treni passeggeri veloci sulle principali linee della DB, all'epoca non ancora elettrificate. Successivamente furono impiegate anche al traino di treni merci.
I 5 prototipi vennero forniti tra il 1953 e il 1954 da Krauss-Maffei. I primi viaggi della V 200.001 avvennero a partire dal maggio del 1953.
Le successive 86 locomotive di serie vennero consegnate a partire dal 1956; di queste 20 unità vennero costruite da MaK e 61 unità da Krauss-Maffei. Le differenze estetiche tra la serie e la preserie riguardano i fanali di forma ovale  e le coperture di vetro sopra di essi, mentre differente è la potenza che da 1436 kW passa a 1 618 kW.
Le V 200.0 furono protagoniste del rilancio delle ferrovie tedesche (occidentali) dopo le distruzioni della seconda guerra mondiale; la loro linea è considerata un esempio importante del design tedesco degli anni cinquanta.
La Deutsche Bundesbahn a partire dal 1962 ordinò una nuova serie di 50 locomotive con motori più potenti, la V 200.1 (divenuta successivamente 221).
Le locomotive si dimostrarono atte ad ogni tipo di servizio e presto sostituirono le locomotive a vapore alla trazione dei treni più importanti. Vennero assegnate all'inizio ai depositi di Villingen, Francoforte-Griesheim, Amburgo e Hamm.
Poche "220" sono rimaste più di 30 anni in servizio in Germania. Solo 16 locomotive 220 sono rimaste fino al 1984 accantonate, in gran parte non più agibili, presso il Deposito locomotive di Lubecca . La 220.002 conservata dalle DB funzionante a fini storici-museali è andata distrutta recentemente nel disastroso incendio del museo di Norimberga.

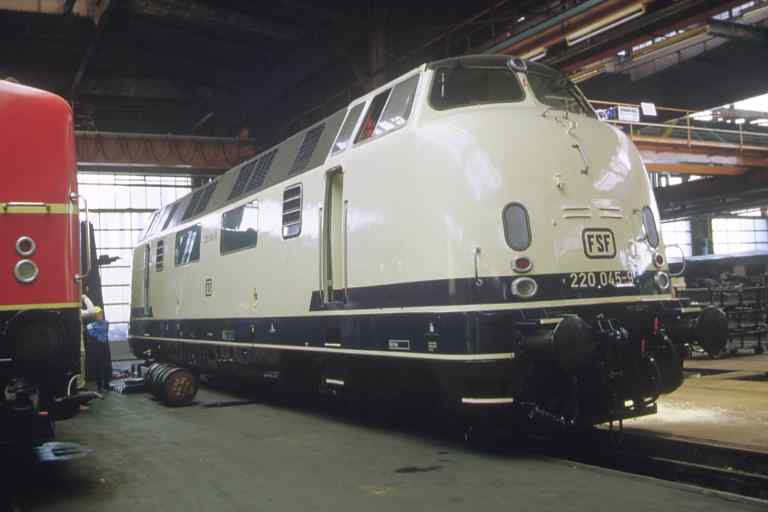
La locomotiva 220 045 ex DB della FP, ritratta durante la revisione svolta a Norimberga nel 1984, quando si presentava con livrea e insegna della FSF.

### Le V 200 in Europa
Tra il 1981 e il 1984 16 unità in varie riprese sono state acquistate da imprese operanti in Italia così ripartite:
- Ferrovia Suzzara-Ferrara: 220.006, 011, 049
- Ferrovie Padane: 220.041, 045, 074
- SNFT: 220.051

Le altre unità sono state acquistate da imprese di costruzioni e lavori tra cui Cosfer (220.028,031.039), Valditerra (220.060), IPE (220.065), Veltri (220.029). Le 220.076,083,084 sono state demolite per ricambi. In seguito anche la 220.065 è stata demolita per ricambi, la 220.039 è stata in seguito rivenduta ad una                                  società spagnola.
A partire dal 1999 è iniziata la progressiva sostituzione dei motori con il contemporaneo ammodernamento dell'intero rotabile:La 220.006 ha ricevuto nuovi motori Isotta Fraschini a 12 cilindri a "V" da 735 kW ciascuno. Le altre 9 locomotive che sono confluite tutte nel parco rotabili FER, tra il 2002 e il 2006 sono state tutte ammodernate con la sostituzione dei motori originali con nuovi Caterpillar, la revisioni dei convertitori idraulici di coppia originali Voith e il rifacimento a bassa tensione, 24 volt, dell'impianto elettrico di bordo.; le stesse, cedute poi a TPER, sono infine confluite nel parco di Dinazzano Po, che ne ha disposto l'alienazione.
Sette unità furono vendute alle Ferrovie Federali Svizzere, dove vennero riclassificate Am 4/4 18461-18467.
Altre unità vennero vendute alle HSH albanesi e alle OSE greche.

## Caratteristiche

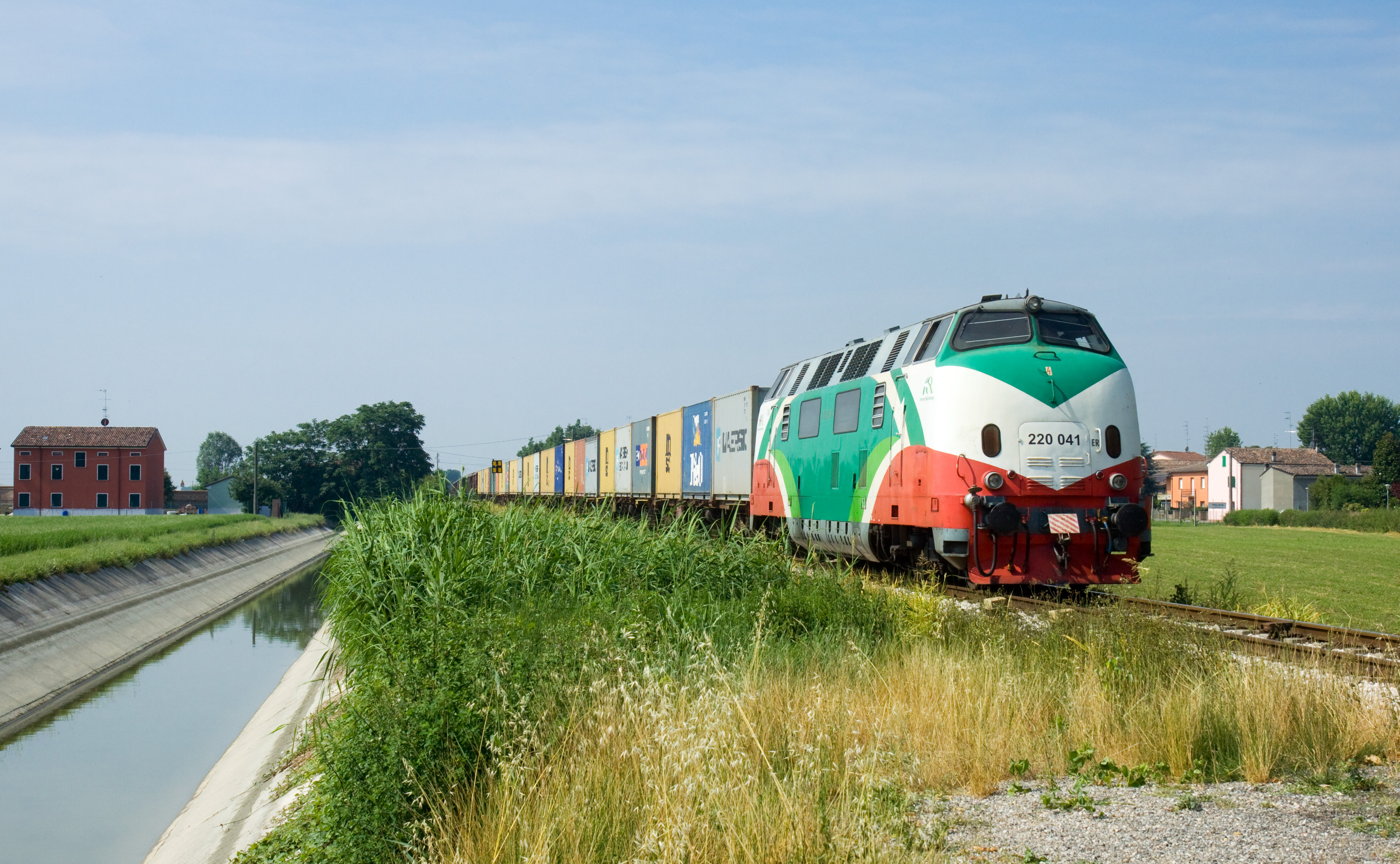
Una 220 in livrea FER

Le locomotive 220 vennero motorizzate per mezzo di una coppia di motori diesel a 12 cilindri a "V" , di potenza tra 750 e 1000 CV ciascuno, forniti da Daimler-Benz, MAN e Maybach con la trasmissione del moto per mezzo di alberi cardanici e l'adattamento di coppia mediante convertitori idraulici a 6 velocità Voith. La locomotiva a cassa unica, di forma piuttosto tozza e tondeggiante ma imponente, poggia su due carrelli a due sale montate.
Le 10 locomotive 220 in servizio in Italia, concentrate nel parco rotabili di Dinazzano Po, sono state fornite di motori Caterpillar tipo 3508 b da 810 kW ciascuno a 1 500 g/m, eccetto la 220.006 che ha avuta invece una coppia di motori Isotta Fraschini tipo ID 36 SS 12V sovralimentati da 735 kW ciascuno.